# Inanna et Enki
Ce mythe sumérien met en scène la déesse Inanna, patronne de la ville d'Uruk où se trouve son temple l'Eanna. À une époque reculée, sa ville est peu développée, et a un niveau de civilisation assez faible. Il n'en est pas de même dans la ville voisine d'Eridu, patrie du dieu de l'Abîme, mais surtout de la sagesse, Enki, qui a permis à ses sujets d'accéder à un haut degré de civilisation grâce à tous ses ME - sortes de pouvoirs détenus par les dieux, caractéristiques de toute société civilisée, qu'ils pouvaient transmettre à leurs sujets humains, qui allaient de la réflexion, au bonheur, à l'élevage, à la musique, la prostitution, etc., on en dénombre une quantité impressionnante, et ce récit est d'ailleurs en majorité constitué de leur énumération, ce qui le rend assez lourd à lire. Inanna, jalouse de cela, décide de faire en sorte qu'Uruk puisse aussi disposer de ces me, et se rend à Eridu. Elle s'invite chez Enki qui se voit alors obligé de lui offrir un banquet. Inanna en profite pour l'enivrer, avant de s'emparer des ME qu'elle transmet à sa cité, qui devient alors aussi civilisée qu'Eridu.